# Богдан Котлица
Богдан Котлица (Тимар, код Шавника, мај 1907 — Стабна, код Плужина, 16. новембар 1942), учесник Народноослободилачке борбе и народни херој Југославије.

## Биографија
Рођен је маја 1907. године у селу Тимару, код Шавника. Име је добио по свом претку попу Богдану, оцу чувеног ускока и харамбаше Мијата Котлице. Потицао је веома сиромашне сељачке породице. Основну школу је завршио у селу Боану, удаљеном 12 km од његове куће. Гимназију је почео да учи у Колашину, али пошто га породица није могла школовати, његова мајка Јелица је прешла у Колашин и запослила се као чистачица у болници.
Током школовања Богдан је дошао у сукоб с професором веронауке, па је због тога школовање морао да настави у Пљевљима, где је 1929. године матурирао. Након тога је уписао Правни факултет у Београду. Током студија се прикључио револуционарном студентском покрету и учествовао је у његовим акцијама на Београдском универзитету. Био је један од организатора Друштва црногорских студената, које је окупљало све револуционарне студенте из Црне Горе, а учествовао је у организовању студентске задруге „Самопомоћ” и др.
Током студија у Београду, тешко је живео и морао је сам да се издржава. Мајка Јелица му је умрла, а отац Милош се тешко разболео, па од породице није мога очекивати помоћ. Радио је тешке физичке послове, али је и поред тога био добар студент. За време распуста одлазио је у родни крај и тамо радио на политичком окупљању сеоске омладине. Године 1936. примљен је у чланство Комунистичке партије Југославије (КПЈ). Након завршетка студија, био је распоређен за судског приправника у Лапову, а убрзо потом је добио премештај у Краљево. Године 1939. постављен је за судског приправника у Среском суду у Подгорици.
Послије окупације Југославије, 1941. године, по партијском задатку отишао је у родни крај, где је шавничком срезу радио на организовању устанка. Када је избио Тринаестојулски устанак, био је члан устаничког руководства на терену Шавника и активно је учествовао у првим борбама на уништавању карабињерских и жандармеријских станица и у борбама за ослобођење Шавника и Жабљака. После првог ослобођења среза и формирања војних јединица по свим општинама, био је изабран за политичког комесара Ускочког батаљона.
Након окупаторске офанзиве и заузимања целог шавничког среза, радио је на обједињавању партијских организација на терену. На Другој среској конференцији КПЈ за Шавник, октобра 1941. године, био је изабран за организационог секретара. Након тога је био на челу Ускочко-дробњачког батаљона, с којим је учествовао у нападу на Пљевља, 1. децембра 1941. године, када је био рањен.
Након оздрављења, фебруара 1942. био је изабран за секретара Среског народноослободилачког одбора за дурмиторски срез, где је радио на организовању и учвршћењу месних народнослободилачких одбора. Након повлачења главнине партизанских јединица за Босну, у пролеће 1942. године, остао је, по партијском задатку, с осталим члановима Среског комитета у шавничком срезу. Био је то најтежи периоду илегалног деловања за партијске раднике и партизанске борце. Упркос свих потера, већ крајем јуна они су формирали прве базе и упоришта у већини села на Дурмитору.
На језерима се окупила најјача партизанска група, на челу са два партијска секретара — Јованом Ћоровићем и Богданом Котлицом. Како би сузбили партизанску активност на овом терену, четници су у јесен 1942. године, када је пао први снег, организовали потеру за партизанима. Њихов даљи опстанак у оваквој ситуацији је био немогућ, па су одлучили да напусте Дурмитор и предузму покрет ка Босни. На том путу, 16. новембра 1942. године, код Стабанског језера, у близини села Стабна, код Шавника партизанска група је упала у четничку заседу. Богдан се заједно са Јованом Ћоровићем, народним херојем, борио до последњег метка. Када им је понестало муниције последњом бомбом су извршили самоубиство, како не би живи пали четницима у руке.
Указом председника Федеративне Народне Републике Југославије Јосипа Броза Тита, 13. јула 1953. године, проглашен је за народног хероја.